# Gereon van Keulen

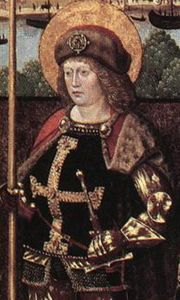
Gereon van Keulen

De heilige Gereon van Keulen is een van de soldatenheiligen uit het zogenaamde Thebaanse Legioen, waarvan de heilige Mauritius de beroemdste is. Dit Romeinse legioen bekeerde zich in de 3e eeuw zo goed als voltallig tot het christendom, en werden daarom gemarteld en gedood. Er is veel twijfel over het precieze aantal en ook over het tijdstip. Gereon wordt bijzonder vereerd door de Norbertijnen.
Gereon zou geboren zijn in de omgeving van Keulen, hij zou als soldaat tot het Thebaanse Legioen zijn toegetreden en later als aanvoerder van een compagnie van 318 soldaten als onderdeel van het legioen uit de Egyptische stad Thebe via Zwitserland naar de Romeinse nederzetting Colonia Claudia Ara Agrippinensium zijn gekomen. Volgens deze legende werd Gereon de ‘Gouden Sint’ genoemd, Gregorius van Tours schreef in de 6e eeuw dat het Thebaanse Legioen naar Zwitserland werd gehaald om opstandelingen neer te slaan.
In Agaunum weigerden zij de keizer en de goden te vereren en offers te brengen ten behoeve van de overwinning.
Een ander verhaal is dat ze de opdracht kregen om Christenen uit te roeien, het legioen weigerde dat en de keizer liet hen decimeren door onthoofding.
Dit werd een aantal keer herhaald en uiteindelijk wist Gereon met een detachement van vijftig man te ontvluchten, zijn metgezellen waren onder anderen Cassius, Gregorius Maurus, Florentius, Innocentius, Constantinus, en Victor.
Op advies van de Paus, trok Gereon met zijn soldaten naar Keulen, legden hun wapenen aan de voeten van keizer Maximianus (ca. 250-310) en toonden hem hun blote nekken. Tot tweemaal toe werd elke tiende man onthoofd. Toen de overigen, aangemoedigd door Gereon, nog steeds weigerden de bevelen van de keizer op te volgen, werden ze allen onthoofd en in een diepe put gesmeten.
Volgens de middeleeuwse legende bouwde Helena, de moeder van Constantijn de Grote, boven deze put een kerk, waarin vijftig legionairs rustten. Het is de kerk die in de 10e eeuw werd vervangen door de romaanse Sint-Gereonbasiliek, nog steeds het oudste kerkgebouw van Keulen.
Van de heilige Norbertus van Xanten wordt beweerd dat hij door een visioen, de plaats ontdekt zou hebben in Keulen waar de overblijfselen van de heilige Ursula en haar metgezellen, van de heilige Gereon, en van andere martelaren verborgen liggen. Sint-Gereon wordt aangeroepen door mensen die aan migraine of hoofdpijn lijden. Zijn feestdag is op 10 oktober.